# Ayşe Cora
Ayşe Cora, née le 3 mars 1993 à Kadıköy, est une joueuse turque de basket-ball.

## Carrière
Joueuse du Migrosspor de 2015 à 2008, elle évolue ensuite au Beşiktaş de 2008 à 2014, à Galatasaray SK de 2011 à 2014, puis à l'Edirne Belediyesi Edirnespor de 2014 à 2015. Elle joue de 2015 à 2016 au Beşiktaş et depuis 2016 à Fenerbahçe SK.
Elle remporte avec la sélection nationale des moins de 20 ans la médaille de bronze du Championnat d'Europe de basket-ball féminin des 20 ans et moins 2012 et du Championnat d'Europe de basket-ball féminin des 20 ans et moins 2013.
Elle évolue aussi en équipe de Turquie de basket-ball féminin, participant au Championnat d'Europe de basket-ball féminin 2015 (5e), aux Jeux olympiques d'été de 2016 (6e) et au Championnat d'Europe de basket-ball féminin 2017 (5e).